# Commanderie de Beauvais-sur-Matha
La commanderie de Beauvais-sur-Matha est réputée avoir été fondée en 1151 par Guillaume de Mauzé.

## Historique
Le document (AD 86 - 3H 1/212) qui sert de base à cette datation est controversé, en raison des anachronismes flagrants qu'il contient, et en particulier le fait que deux des personnages mentionnés comme présents ou vivants à la rédaction de l'acte sont en réalité décédés en 1136.
Le premier document considéré comme authentique date de 1231 : il y est question du  commandeur de Beauvais, frère Élie de [Ma]tirac ou [Au]tirac (preceptor de Baszesio),  témoin pour un acte concernant la commanderie templière des Épeaux à Meursac.
Ce qui est sûr, c'est que la commanderie s'est installée sur la châtellenie de Beauvais, à l'emplacement du château qui lui avait été donné.
En 1295 Guillaume Le Court, bourgeois de Beauvais-sur-Matha, lègue 200 sols aux Templiers de Beauvais, 100 pour l’établissement local, et 100 pour leurs œuvres outre-mer en terre sainte. Item lego domui Templi de Bavesio centum solidos semel solvendos ; item lego domui Templi de Bavesio centum solidos ad subsidium terre sancte ultramarine, semel solvendos

## Les commandeurs de l'établissement
- Vers 1249: frère Robertus Anglicus
- Vers 1303: Johannes de Turonis
- 1371: Robert de Saint-Riquier
- 1633: frère Jacques de Gaillarbois - Marcouville, grand prieur d’Aquitaine
- 1651: Monsieur de la Noue-Foucran
- 1668: Gilbert de Vielbourg
- 1736: frère Philippe Joseph de Lhémery Deschoisy, grand prieur d’Aquitaine

## Organisation
Les établissements dépendants de le commanderie de Beauvais sont Bourcelaine à Beauvais-sur-Matha, Sallerit à Lupsault, Boixe à Maine-de-Boixe, le Fouilloux et Angoulême suivant l'enquête du pape Grégoire XI en 1373 et suivant les visites prieurales : Boixe, le Fouilloux, le Dognon à Cressac-Saint-Genis, ainsi qu'Angles et Châteaubernard (ce qui est en contradiction avec les documents concernant la commanderie de Châteaubernard et sa maison fille d'Angles).

## Architecture
La commanderie formait un quadrilatère fortifié limité à l'ouest par la grange de 33 mètres de long. Ses murs ouest et sud sont percés d'archères.
L'église Notre-Dame du XIIe siècle, est l'ancienne chapelle templière. Elle a été classée monument historique le 30 juin 1910 et tout spécialement son clocher carré fortifié construit ultérieurement.

## État
Il subsiste encore de nos jours de cette commanderie deux tours de garde, un grand bâtiment où se trouvait le chemin de ronde, un puits à pierre monolithe et son mécanisme en bois ainsi que quelques vestiges souterrains tels caves, refuges, chapelles et ossuaire rempli d’ossements humains.